# Guidan Wari (Guidan Amoumoune)
Guidan Wari (auch: Guida Ouari) ist ein Dorf in der Landgemeinde Guidan Amoumoune in Niger.

## Geographie
Das von einem traditionellen Ortsvorsteher (chef traditionnel) geleitete Dorf befindet sich rund 21 Kilometer südwestlich des Hauptorts Guidan Amoumoune der gleichnamigen Landgemeinde, die zum Departement Mayahi in der Region Maradi gehört. Zu den Siedlungen in der näheren Umgebung von Guidan Wari zählen Guidan Tinao im Nordosten und Sakawa Moussa im Westen.
Es herrscht das Klima der Sahelzone vor, mit einer durchschnittlichen jährlichen Niederschlagsmenge zwischen 300 und 400 mm. Die Landschaft zwischen den Trockentälern Goulbin Kaba und Tarka, in der das Dorf liegt, ist von alten, unbeweglichen Dünen geprägt.

## Geschichte
Guidan Wari wurde Ende des 19. Jahrhunderts gegründet.

## Bevölkerung
Bei der Volkszählung 2012 hatte Guidan Wari 2409 Einwohner, die in 284 Haushalten lebten. Bei der Volkszählung 2001 betrug die Einwohnerzahl 1455 in 180 Haushalten und bei der Volkszählung 1988 belief sich die Einwohnerzahl auf 1475 in 215 Haushalten.
Die Bevölkerungsdichte in diesem Gebiet ist für nigrische Verhältnisse hoch.

## Wirtschaft und Infrastruktur
In Guidan Wari wird ein Wochenmarkt abgehalten. Der Markttag ist Freitag. Das Gebiet der Ebenen im südlichen Teil der Region Maradi, wo sich die Siedlung befindet, ist von einer anhaltenden Degradation der ackerbaulichen Flächen gekennzeichnet, die mit der hohen Bevölkerungsdichte in Zusammenhang steht. Im Dorf ist ein Gesundheitszentrum des Typs Centre de Santé Intégré (CSI) vorhanden. Es gibt eine Schule. Das nigrische Unterrichtsministerium richtete 1996 gemeinsam mit dem Welternährungsprogramm der Vereinten Nationen zahlreiche Schulkantinen in von Ernährungsunsicherheit betroffenen Zonen ein, darunter eine für Kinder transhumanter Hirten in Guidan Wari. Der Staat unterhält eine kleine Solaranlage. Durch Guidan Wari verläuft die 145,6 Kilometer lange Landstraße RR4-003 zwischen Bader Tanko und Saé Saboua.